# ساندرا جراف
ساندرا جراف هي منافسة ألعاب القوى سويسرية، ولدت في 9 ديسمبر 1969 في سويسرا.

## روابط خارجية
- ساندرا جراف على موقع Paralympic.org (الإنجليزية)
- ساندرا جراف على موقع IPC.InfostradaSports.com (مؤرشف) (الإنجليزية)